# Jan Ptaśnik
Jan Ptaśnik (ur. 15 stycznia 1876 w Mikluszowicach, zm. 22 lutego 1930 we Lwowie) – polski historyk, mediewista, historyk kultury, członek Towarzystwa Historycznego we Lwowie.

## Życiorys
Ukończył gimnazjum w Bochni. Profesor Uniwersytetu Jana Kazimierza we Lwowie i Uniwersytetu Jagiellońskiego w Krakowie, członek PAU, członek czynny Towarzystwa Naukowego we Lwowie. W latach 1923–1930 pełnił funkcję redaktora „Kwartalnika Historycznego”.
Zmarł 22 lutego 1930 we Lwowie wskutek spóźnionej operacji woreczka żółciowego. Został pochowany we Lwowie 25 lutego 1930.
Do grona jego uczniów należą: Julia Brystiger, Łucja Charewiczowa, Anna Jędrzejowska, Jadwiga Mozołowska, Józef Skoczek, Maria Świeżawska-Wojciechowska, Zygmunt Wojciechowski, Józef Zieliński.
W swoich zainteresowaniach badawczych podejmował badania nad historią kultury – materialnej i duchowej. Był jednym z pionierów, jeśli chodzi o te badania na gruncie polskim. Największe zasługi położył w badaniach nad historią kultury miast polskich w średniowieczu i okresie staropolskim.
W 1931 otrzymał pośmiertnie Medal Niepodległości.

## Wybrane publikacje
- Kultura włoska wieków średnich w Polsce[7]
- Miasta i mieszczaństwo w dawnej Polsce
- Bonerowie, Rocznik Krakowski 1905
- Studia nad patrycjatem krakowskim, Rocznik Krakowski, 1913
- Kultura wieków średnich, Warszawa 1959
- Dzieje handlu i kupiectwa w Krakowie, Kraków, 1911
- Gli Italiani a Cracovia dal XVI secolo al XVIII, Rzym 1909[8]
- Papiernie w Polsce XVI w., Rozprawy PAU, t LXII, Kraków 1920
- Życie żaków krakowskich, Warszawa 1957

Wieloletni redaktor Monumenta Poloniae Vaticana.